# Valstuga

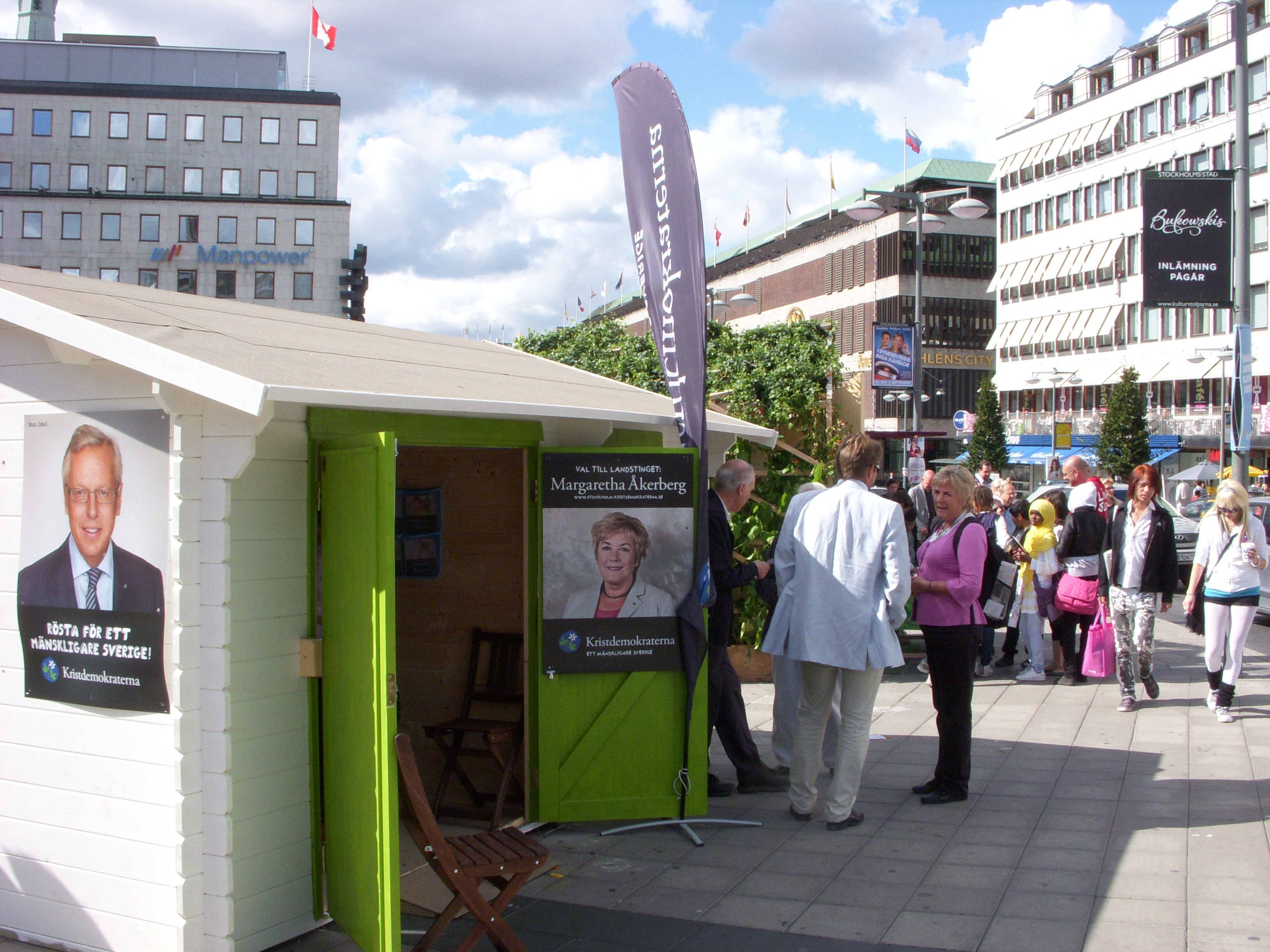
En valstuga på Sergels torg i Stockholm den 1 september 2010.

En valstuga är en, ibland temporärt uppställd, liten byggnad eller stuga på allmän plats där ett politiskt parti marknadsför sitt partiprogram för allmänheten inför ett kommande val.
Under valrörelserna kan politiska partier bemanna valstugor för att informera, besvara frågor och försöka påverka väljarnas åsikter. I Sverige är valstugorna oftast friggebodar men även husvagnar och containrar förekommer.